# Tour della nazionale maschile di rugby a 15 dell'Argentina 1998
Nel 1998 la Nazionale di rugby a 15 dell'Argentina effettuò due uscite all'estero, un minitour in Giappone con due incontri, uno dei quali un test match, e un tour in Europa con due incontri ciascuno in Italia, Francia e Galles; contro ciascuna di esse i Pumas disputarono un test match ma in Francia, a differenza della Nazionale maggiore, l'incontro infrasettimanale fu contro i Barbarian francesi; l'Argentina perse tutti i quattro test match e tale ultimo infrasettimanale in Francia, sconfitti 30-38 dai Barbarian transalpini.
Allenatore della spedizione fu José Luis Imhoff, capitano Pedro Sporleder.

## Risultati

### Itest match
| Arbitro: | Gianni Morandin |

|                              |      |                                |
| Ōhata Watanabe (2) McCormick | mt   | Martín Ledesma Corleto Pfister |
| Murata (3)                   | tr   | Fuselli Lobrauco (2)           |
| Murata (4)                   | c.p. |                                |
| Iwaguchi (2)                 | drop | Fuselli                        |

| Arbitro: | White |

|                             |      |                                                |
| Moscardi 4’ Checchinato 42’ | mt   | 80+1’ tecnica                                  |
| Domínguez 4’, 42’           | tr   | 80+1’ J. Fernández Miranda                     |
| Domínguez 23’, 63’, 79’     | c.p. | 10’, 48’, 58’ Quesada 72’ J. Fernández Miranda |

| Arbitro: | Andrew Cole |

|                                                          |      |                      |
| Carbonneau 27’ Glas 37’, 57’ Bernat-Salles 77’ Comba 85’ | mt   | 40+3’ Camerlinckx    |
| Aucagne 27’, 37’, 85’                                    | tr   |                      |
| Aucagne 17’                                              | c.p. | 14’, 51’, 73’ Arbizu |

| Arbitro: | Alan Lewis |

|                                           |      |                                                       |
| M. Taylor 7’ Charvis 9’, 55’ D. James 60’ | mt   | 32’ Pichot 37’ tecnica 62’ Sporleder 80’ F. Contepomi |
| N. Jenkins 7’, 9’, 55’, 60’               | tr   | 32’, 37’ F. Contepomi                                 |
| N. Jenkins 5’, 18’, 24’, 26’, 76’         | c.p. | 2’, 21’ F. Contepomi                                  |

### Gli altri incontri
| Osaka 11 settembre 1998 | Giappone XV | 28 – 51 | Argentina XV | Stadio Nagai |

| Arbitro: | Ashley Rowden |

|               |      |                                 |
|               | mt   | Soler I. Fernández Lobbe Orengo |
|               | tr   | J. Fernández Miranda Quesada    |
| Mazzariol (3) | c.p. | Quesada (4)                     |

| Arbitro: | Mick Muir |

|                                                                   |      |                                                                               |
| Dominici 2’, 9’ Laussucq 5’ Giordani 39’ Raynaud 62’ Toulouze 80’ | mt   | 24’ García 32’ J. Fernández Miranda 69’ N. Fernández Miranda 74’ F. Contepomi |
| Élissalde 5’, 40’ Toulouze 62’, 80’                               | tr   | 32’ J. Fernández Miranda 74’ F. Contepomi                                     |
|                                                                   | c.p. | 17’, 52’ J. Fernández Miranda                                                 |

| Arbitro: | Ed Morrison |

|                            |      |                                      |
| Sullivan 65’               | mt   | 15’ Bartolucci 70’ tecnica 74’ Longo |
| Hayward 65’                | tr   | 15’ F. Contepomi 70’ Quesada         |
| Hayward 29’, 39’, 47’, 54’ | c.p. | 4’ F. Contempomi 80+2’ Quesada       |
|                            | drop | 55’ J. Fernández Miranda             |